# Liste der Botschafter der Vereinigten Staaten in Liberia

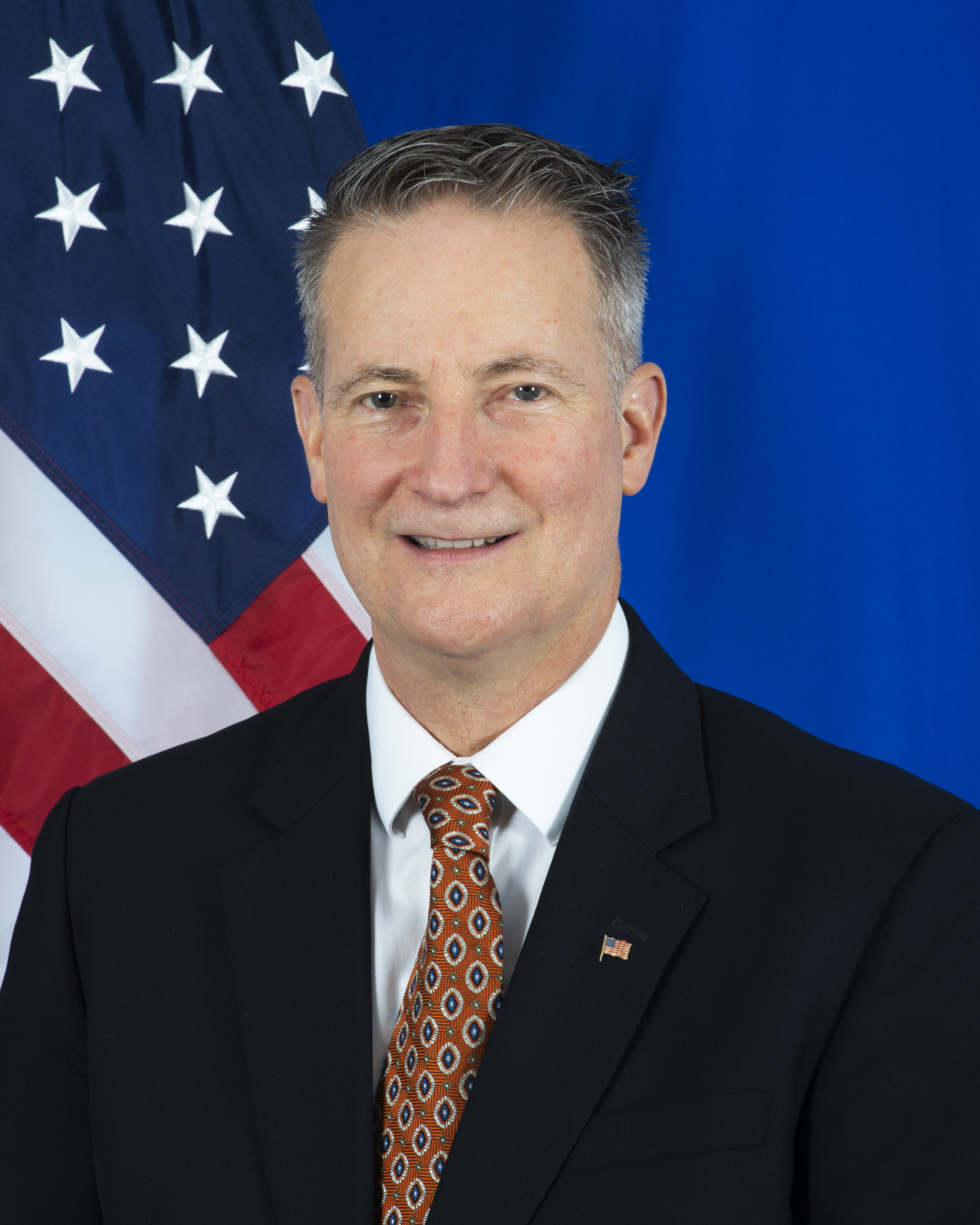
Michael A. McCarthy, derzeitiger Botschafter in Liberia

Der Botschafter der Vereinigten Staaten von Amerika in Liberia ist der Botschafter der Vereinigten Staaten von Amerika in Liberia.
Die Titel des Botschafters waren:
- 1864–1866: Commissioner and Consul General
- 1867–1929: Minister Resident/Consul General
- 1935–1949: Envoy Extraordinary and Minister Plenipotentiary
- 1949–dato: Ambassador Extraordinary and Plenipotentiary

## Botschafter
| Amtszeit  | Name                              | Bemerkung                    |
| --------- | --------------------------------- | ---------------------------- |
| 1864–1866 | Abraham Hanson                    | Starb in Liberia             |
| 1867–1870 | John Seys                         |                              |
| 1871–1878 | James Milton Turner               |                              |
| 1878–1881 | John Henry Smyth                  |                              |
| 1881–1882 | Henry Highland Garnet             | Starb in Liberia             |
| 1882–1885 | John Henry Smyth                  |                              |
| 1885–1886 | Moses Aaron Hopkins               | Starb in Liberia             |
| 1887      | Charles Henry James Taylor        |                              |
| 1888–1890 | Ezekiel Ezra Smith                |                              |
| 1890–1891 | Alexander Clark                   | Starb in Liberia             |
| 1892–1893 | William D. McCoy                  | Starb in Liberia             |
| 1895–1898 | William Henry Heard               |                              |
| 1898–1902 | Owen Lun West Smith               |                              |
| 1902–1903 | John R. A. Crossland              |                              |
| 1903–1910 | Ernest Lyon                       |                              |
| 1910–1912 | William Demos Crum                |                              |
| 1913–1915 | George Washington Buckner         |                              |
| 1915–1917 | James L. Curtis                   |                              |
| 1919–1922 | Joseph Lowery Johnson             |                              |
| 1922–1926 | Solomon Porter Hood               |                              |
| 1927–1929 | William Treyanne Francis          | Starb in Liberia             |
| 1935–1946 | Lester Aglar Walton               |                              |
| 1946–1948 | Raphael O’Hara Lanier             |                              |
| 1948–1953 | Edward Richard Dudley             | Ab 1949 Botschafter          |
| 1953–1955 | Jesse Dwight Locker               | Starb in Liberia             |
| 1955–1959 | Richard Lee Jones                 |                              |
| 1959–1962 | Elbert George Mathews             |                              |
| 1962–1964 | Charles Edward Rhetts             |                              |
| 1965–1969 | Ben Hill Brown Jr.                |                              |
| 1969–1972 | Samuel Zazachilds Westerfield Jr. | Starb in Liberia             |
| 1972–1975 | Melvin Lawrence Manfull           |                              |
| 1976–1979 | William Beverly Carter Jr.        |                              |
| 1979–1981 | Robert Powell Smith               |                              |
| 1981–1985 | William Lacy Swing                |                              |
| 1985–1986 | Edward Joseph Perkins             |                              |
| 1987–1990 | James Keough Bishop               |                              |
| 1990–1992 | Peter John De Vos                 |                              |
| 1992–1995 | William H. Twaddell               | Chargé d’Affaires ad interim |
| 1995–1999 | William B. Milam                  | Chargé d’Affaires ad interim |
| 1999–2002 | Bismarck Myrick                   |                              |
| 2002–2005 | John William Blaney               |                              |
| 2005–2008 | Donald E. Booth                   |                              |
| 2008–2012 | Linda Thomas-Greenfield           |                              |
| 2012–2015 | Deborah Ruth Malac                |                              |
| 2016–2020 | Christine Elder                   |                              |
| 2021–     | Michael A. McCarthy               |                              |